# مدرسه مادربزرگ‌ها
مدرسه مادربزرگ‌ها یک سریال تلویزیونی به کارگردانی غلامرضا رمضانی  بر اساس طرحی از فرشته طائرپور است که در سال ۱۳۷۵ ساخته شد.

## داستان
سریال مدرسه مادربزرگ‌ها داستان تعدادی خانم میانسال است که خانم معلم جوانی دارند و در هر قسمت ماجراهای جالبی را به وجود می‌آورند.

## بازیگران
| بازیگر            | نقش                 |
| ----------------- | ------------------- |
| پری امیرحمزه      | کافیه نمکی          |
| مهری ودادیان      | نجمه کلانتری        |
| فرخ لقا هوشمند    | مروارید سالاری      |
| پروین‌دخت یزدانیان | مرضیه زند           |
| گیتی معینی        | هاجر قناتی          |
| شهین علیزاده      | عالیه راهی          |
| مهری مهرنیا       | مادربزرگ            |
| آزیتا لاچینی      | پروین سماواتی       |
| مژگان عظیمی       | پسته دامغانی        |
| مریم سعادت        | مدیر                |
| مهوش وقاری        | ناظم                |
| ساحره متین        | فضه مهماندوست       |
| پروین تمجیدی      |                     |
| ملیحه نظری        | مهر اعظم            |
| صفا آقاجانی       | هما                 |
| شکوفه مکری        |                     |
| حوریه تقی زاده    |                     |
| الهام پاوه نژاد   | شیرین تهرانی (معلم) |
| ابراهیم آبادی     | آقای کال آبادی      |
| سروش خلیلی        | دایی                |
| اکبر دودکار       | آقا ولی             |
| محمدرضا زندی      | آقای حلیمی          |
| غلامحسین بهمنیار  |                     |
| محسن مقدم         |                     |
| بهزاد خداویسی     | فرهاد               |

## عوامل تولید
- گروه تصویربرداری: محمد خدابخش یوسف چاقری داریوش سقازاده
- دستیار کارگردان: محمد حسینی نامی سیدچمال سید حاتمی
- مدیر تدارکات: حسن خضرآبادی
- چهره‌پردازی: علی صدیقی مژگان ناظمی
- عکس و تیتراژ: عسل شاکری
- منشی صحنه: عذرا پورمند
- مدیر تولید: طهورا ابوالقاسمی
- موسیقی: بهنام ابطحی
- تدوین: مجید فخرایی نژاد
- طراح صحنه و برنامه‌ریز: سیداحمد ساکت
- صدا: نادر رضایی مجتبی مرتضوی مازیار شیخ محبوبی
- نورپردازی و تصویر برداری: شاپور پورامین
- کارگردان: غلامرضا رمضانی